# Uberto del Vallese
Uberto, noto come Uberto del Vallese, (820 – Orbe, dicembre 866) fu marchese della Borgogna Transgiurana e abate laico di San Maurizio d'Agauno e dell'abbazia di Lobbes.

## Origine
Era figlio del conte del Valais Bosone il Vecchio (?-855), capostipite della dinastia Bosonide, e della di lui moglie, di cui non si conoscono né gli ascendenti né il nome (ma secondo alcuni storici si chiamava Engeltrude). Uberto del Valais era fratello di Teutberga (?-876), che andò sposa a Lotario II, figlio dell'imperatore del Sacro Romano Impero Lotario I.

## Biografia
Nell'855, sua sorella Teutberga, secondo gli Annales Lobienses, era andata in sposa al re di Lotaringia Lotario II, figlio secondogenito dell'imperatore d'Occidente Lotario I.
Uberto, abate laico di San Maurizio d'Agauno, passò gli ultimi anni della sua vita a lottare affinché la sorella Teoberga (o Teutberga) non venisse ripudiata da Lotario II.
Nell'857, sua sorella Teoberga, non essendo in grado di concepire un erede, venne ripudiata da Lotario II, con l'accusa di avere un rapporto incestuoso con Uberto, abate di Saint Maurice de Valais, e rinchiusa in un monastero.
Ma dopo che un campione della regina si era sottoposto al giudizio di Dio (l'ordalia dell'acqua bollente), Teoberga era stata dichiarata innocente.
Uberto, nell'858, non sopportando l'ingiusta accusa e l'ingiuria subita dalla sorella, prese le armi, si diede al brigantaggio, nell'alta valle del Rodano, resistendo anche ad una spedizione inviatagli contro da suo cognato, il re di Lorena, e impose a Lotario di riprendersi Teoberga (858). Secondo il cronista Reginone, Lotario, nell'859, concesse a Uberto la Borgogna Transgiurana, compresa tra il massiccio del Giura ed il Gran San Bernardo (ducatum inter Iurum et montem Iovis).
Lotario, per potersi opporre a Uberto, si era dovuto rivolgere a suo fratello, l'imperatore Ludovico, cedendogli, nell'859, le diocesi di Ginevra, Losanna e Sion.
Nel febbraio 860 Lotario aveva convocato un concilio ad Aquisgrana (Aix-la-Chapelle) dove, di fronte ai vescovi di Lotaringia, la regina Teoberga aveva confessato le sue colpe ed era stata condannata e imprigionata. Teoberga, però, riuscì a fuggire dal monastero in cui era stata rinchiusa e raggiunse il fratello Uberto, che era stato costretto ad abbandonare il Vallese e la Lotaringia; assieme, trovarono rifugio presso il re dei Franchi occidentali Carlo il Calvo,
Nell'863 l'abate Uberto intervenne presso papa Niccolò I, mettendolo a conoscenza del fatto che i legati papali al sinodo di vescovi franchi, convocato a Metz, erano stati corrotti e che erano stati convocati solo i vescovi lotaringi e pochi altri, favorevoli a Lotario e contrari a Teoberga; il papa annullò quindi le decisioni prese a Metz.
In quello stesso anno, secondo le Gesta Abbatum Gemblacensium, Uberto, dopo aver scacciato l'abate Hartpert, si impossessò dell'abbazia di Lobbes.
Dopo che la sorella Teoberga, nell'866, era stata ancora una volta allontanata dalla corte di Lotario II, secondo Reginone, Uberto si ribellò ancora contro il re Lotario II, dandosi al brigantaggio nella zona compresa tra il massiccio del Giura e le Alpi Pennine.
Secondo gli Annales Xantenses, Uberto, che dopo la ribellione era stato scomunicato da cinque vescovi, fu affrontato e ucciso da Corrado II di Borgogna, figlio di Corrado I, nipote della regina Giuditta; l'avvenimento è confermato anche dagli Annales Mettenses: Uberto venne ucciso, nel dicembre dell'866, nel corso di una battaglia, nei pressi d'Orbe, combattuta contro il conte di Auxerre e neo conte (o duca) della Borgogna Transgiurana, Corrado II.

## Discendenza
Uberto ebbe un figlio dalla moglie, della quale non si conoscono né il nome né gli ascendenti:
- Tebaldo d'Arles[12] ( ca. 860-895), conte di Arles, che sposò Berta di Lotaringia (?-†925), figlia di Lotario II.

### Fonti primarie
- (LA)  Monumenta Germaniae Historica, Scrptores tomus I.
- (LA)  Monumenta Germaniae Historica, Scrptores tomus VIII.
- (LA)  Annales Bertiniani.
- (LA)  Monumenta Germaniae Historica, Scrptores tomus II.
- (LA)  Rerum Gallicarum et Francicarum Scrptores tomus VII.

### Letteratura storiografica
- René Poupardin, I regni carolingi (840-918), in Storia del mondo medievale, vol. II, 1999, pp. 583–635